# 손오공 프렌즈
손오공 프렌즈(Sonokong Friendz)는 대한민국의 워크래프트 III: 프로즌 쓰론 프로게임팀이다. 손오공이 2003년 8월 4일 창단하였으며 정인호가 주장 겸 감독을 맡았다. 창단 당시 소속 선수들은 모두 푸 클랜 소속이었는데 클랜 마스터였던 정인호를 비롯하여 이중헌, 이형주, 이진섭, 박세룡 등이 있다. 후에는 프레드릭 요한슨과 김병수를 영입하기도 하였다.
5명의 선수단으로 각종 대회에서 우승을 거두며 독수리 5형제, 지구방위대 등으로 불리기도 하였다.

## 성적
푸 클랜
- 2002 인텔배 온게임넷 워크래프트 III 팀플최강전 (이중헌, 이형주)
- 2002-03 MBC 게임 클랜팀배틀 1 우승
- 2003 MBC 게임 클랜팀배틀 2 우승

손오공 프렌즈
- 2003-04 슈마배 온게임넷 워크래프트3 프로리그 우승
- 2004 MBC 게임 클랜팀배틀 3 우승
- 2004 hello apm WEG 본선